# Quân khu tỉnh Vân Nam
Quân khu tỉnh Vân Nam là một quân khu cấp tỉnh trực thuộc Quân khu Thành Đô. Thẩm quyền của quân khu là tỉnh Vân Nam.

## Tư lệnh
1. Trần Canh (陈赓)（兼）
2. Tạ Phú Trị (谢富治)（兼）
3. Trương Hải Đường (张海棠)
4. Lê Tích Phúc (黎锡福)
5. Vương Tổ Huấn (王祖训)
6. Vương Kế Đường (王继堂)
7. Chu Gia Bích (朱家璧)
8. Trần Bồi Trung (陈培忠)
9. Hoàng Quang Hán (黄光汉)
10. Đào Xương Liêm (陶昌廉)